# JAARS, North Carolina
JAARS, North Carolina (енгл. JAARS) насељено је место без административног статуса у америчкој савезној држави Северна Каролина.

## Демографија
По попису из 2010. године број становника је 597, што је 237 (65,8%) становника више него 2000. године.
| Група             | 2000.       | 2010.       |
| Белци             | 350 (97,2%) | 574 (96,1%) |
| Афроамериканци    | 0 (0,0%)    | 9 (1,5%)    |
| Азијати           | 1 (0,3%)    | 1 (0,2%)    |
| Хиспаноамериканци | 8 (2,2%)    | 7 (1,2%)    |
| Укупно            | 360         | 597         |